# Restrepia flosculata
Restrepia flosculata é uma espécie de orquídea (Orchidaceae) originária dos Andes.